# James Bond 007: The Duel
James Bond 007: The Duel, i Japan  känt som 007 Shitou är ett James Bond-spel till Sega Master System, Sega Game Gear och Sega Mega Drive.
Spelet utvecklades av Domark och utkom 1993.

## Handling
Beväpnad med pistol skall James Bond ta sig till diverse fiendebaser, och slåss mot fiender och rädda kvinnor som tagits som gisslan.

### Fotnoter
1. ↑  ”Arkiverade kopian”. Arkiverad från originalet den 3 augusti 2009. https://web.archive.org/web/20090803114427/http://www.gamefaqs.com/console/genesis/data/586248.html. Läst 17 maj 2014.